# Radostowice
Radostowice est une localité polonaise de la gmina de Suszec, située dans le powiat de Pszczyna en voïvodie de Silésie.